# Joan Ainaud de Lasarte
Joan Ainaud de Lasarte, né à Sarrià (aujourd'hui un quartier de Barcelone) le 25 mars 1919 et mort à Barcelone le 5 novembre 1995 , est un historien de l'art et critique d'art catalan, spécialiste de la période médiévale. Il est le fils de Manuel Ainaud i Sánchez, le frère de Josep Maria Ainaud de Lasarte et le petit-fils de Carme Karr i Alfonsetti.

## Biographie
Son père meurt l'année de ses treize ans, âge auquel il commence à travailler (entre autres comme arpenteur). Il fait également partie du mouvement catalaniste Palestra et du mouvement scout catalan, lancé par Josep Maria Batista i Roca à travers l'association Minyons de Muntanya. Pendant la guerre civile espagnole, il est recruté dans l'armée républicaine ; à la fin du conflit, il est emprisonné et envoyé dans un camp de concentration à Betanzos, en Galice, dont il sort malade et affaibli. Il doit par la suite faire son service militaire. Il étudie la philosophie et les lettres à l'université de Barcelone ; il obtient un doctorat en histoire en 1955 à Madrid.
En 1941, il commence à travailler à la Junta de Museus de Catalunya ; l'année suivante débute sa collaboration avec l'Institut Amatller d'art hispanique. Il est directeur du musée national d'art de Catalogne et directeur général des musées d'art de Barcelone de 1948 à 1985, président de l'Institut d'études catalanes (1978-1982), membre de l'Académie royale catalane des beaux-arts de Sant Jordi, de l'Académie des belles-lettres de Barcelone, de l'Académie royale des beaux-arts de Bruxelles et du Conseil international des musées, correspondant de l'Académie royale des beaux-arts de San Fernando et de l'Académie royale d'histoire, ainsi que président de l'Institut Amatller, où il travaille notamment aux côtés de Josep Gudiol, autre personnalité majeure de l'histoire de l'art en Catalogne.
Il est commissaire de nombreuses expositions, notamment celle sur l'art roman organisée en 1961 au Musée national d'art de Catalogne. Il restructure et élargit les collections du MNAC. Ainaud de Lasarte participe également à la mise en place de nouvelles infrastructures culturelles (musée de la céramique, musée Picasso de Barcelone, fondation Miró...). Il enseigne à l'université autonome de Barcelone de 1968 à 1978 ; il est l'un des fondateurs du département d'histoire de l'art. Il est l'auteur de nombreux ouvrages d'histoire de l'art, notamment une biographique de Jaume Huguet (1955) et un ouvrage en trois volumes sur la peinture catalane (1989-1991).
En 1982, il reçoit la Médaille d'or du mérite des beaux-arts par le Ministère de l'Éducation, de la Culture et des Sports.

## Œuvres
- La Ciudad de Barcelone (1947)
- Jaume Huguet (1955), Ed. Instituto Diego Velázquez, CSIC.
- Los Templos visigotico-románicos de Tarrasa : monumento nacional (1976)
- Els Vitralls medievals de l'església de Santa Maria del mar a Barcelona (1985)
- Els Vitralls de la catedral de Girona (1987)
- La peinture catalane  (1989-1991)
- Toledo (1947). Ed. Aries, Barcelone.
- El Toisó d´Or a Barcelona (1949), Ed. Aymà, Barcelone.
- Cerámica y Vidrio (1952), Ed. Plus Ultra, Madrid.
- Obras de museos locales (1955), Ed. Junta de Museos, Barcelona.
- Centenario del nacimiento de Apeles Mestres (1954) Catálogo, Barcelona.
- Colección Matías Muntadas (1957), Barcelona.
- España. Pinturas románicas (1957), Milán-Nueva York, Unesco New York Graphic Society.